# Bogusław Milerski
Bogusław Milerski (ur. 1967) – polski pedagog, doktor habilitowany, profesor Chrześcijańskiej Akademii Teologicznej w Warszawie (ChAT), rektor tej uczelni w kadencjach 2012–2016 i 2016–2020 oraz jej prorektor do spraw finansów i rozwoju w kadencji 2020–2024, duchowny ewangelicko-augsburski.

## Życiorys
Kierownik Katedry Pedagogiki Religii i Kultury w Wydziale Pedagogicznym ChAT. W latach 2008–2012 prorektor, rektor ChAT w dwóch kadencjach (2012–2016 i 2016–2020), a od 2020 ponownie prorektor. Profesor Akademii Pedagogiki Specjalnej im. Marii Grzegorzewskiej w Warszawie na Wydziale Nauk Pedagogicznych. Zastępca redaktora naczelnego periodyku naukowego „Studia z Teorii Wychowania”. Specjalista w zakresie pedagogiki religii i teorii wychowania.
Pod jego kierownictwem w latach 2017–2018 wybudowano nową siedzibę ChAT przy ul. Broniewskiego 48 w Warszawie.

## Nagrody i odznaczenia
- Nagroda Ministra Kultury, Biblioteki Narodowej i „Nowych Książek” dla najlepszego autora roku 2003 za redakcję naukową (wspólnie z Tadeuszem Gadaczem) encyklopedii PWN Religia (2004)[6]
- Order Świętej Marii Magdaleny II stopnia przyznany z okazji jubileuszu 60-lecia ChAT oraz za zasługi dla Uczelni (2014)[7]
- Order Świętej Marii Magdaleny II stopnia z ozdobami (2018)[8]

## Wybrane publikacje
- Racjonalność procesu kształcenia. Teoria i badanie (współautor: Maciej Karwowski), Kraków 2016, ISBN 978-83-7850-894-6
- Hermeneutyka pedagogiczna. Perspektywy pedagogiki religii, Warszawa 2011
- Religia. Encyklopedia PWN, Warszawa 2001–2003 (9 tomów; redakcja naukowa wspólnie z Tadeuszem Gadaczem)
- Pedagogika. Leksykon PWN, Warszawa 2000 (redakcja naukowa wspólnie z Bogusławem Śliwerskim)
- Religia a szkoła. Status edukacji religijnej w szkole w ujęciu ewangelickim, Warszawa 1998
- Przeszłość przyszłości. Z dziejów luteranizmu w Łodzi i regionie, Łódź 1998 (redaktor naukowy)
- Elementy pedagogiki religijnej, Warszawa 1998 (redaktor naukowy)
- Z problemów hermeneutyki protestanckiej, Łódź 1996
- Krytyka religii w ujęciu Dietricha Bonhoeffera i Paula Tillicha, Łódź 1994